# Bahrain Financial Harbour
Bahrain Financial Harbour (abreviado comúnmente BFH) es un proyecto comercial de gran escala en Manama, la capital de Baréin.
El complejo comercial está situado al lado de la Autopista Rey Faisal, cerca de muchas atracciones populares como el Bahrain World Trade Center, Abraj Al Lulu, y el National Bank of Bahrain. La mayor parte del proyecto está siendo construido en tierra ganada al mar. El proyecto BFH consta de varias fases de construcción como:[cita requerida]
- Centro de Actuaciones de Baréin
- Oficinas Este
- Oficinas Oeste
- Diamond Tower
- Dhow Harbour
- Centro Financiero
- Harbour Row
- Hotel
- Residencial Norte
- Residencial Sur

Las torres gemelas más altas (Commercial East y Commercial West) se encuentran actualmente entre los edificios más altos de Baréin, con una altura de 260 m (853 pies) y 53 plantas.